# John Bonaventure Kwofie
John Bonaventure Kwofie CSSp (* 26. April 1958 in Powa, Ghana) ist ein ghanaischer Ordensgeistlicher und römisch-katholischer Erzbischof von Accra.

## Leben
John Bonaventure Kwofie wurde bereits als Kind für eine geistliche Laufbahn gefördert. Er trat der Ordensgemeinschaft der Spiritaner bei und legte am 2. August 1987 die Ordensgelübde ab. Am 23. Juli 1988 empfing er in Kumasi das Sakrament der Priesterweihe. Anschließend war er als Gemeindepfarrer tätig und setzte von 1991 bis 1995 seine Studien in Rom und Jerusalem fort. Von 2002 bis 2004 war Kwofie Provinzial der Spiritaner in Westafrika. Anschließend war er bis 2012 als Kanzler des Ordens am Hauptsitz in Rom tätig.
Papst Franziskus ernannte ihn am 3. Juli 2014 zum Bischof von Sekondi-Takoradi. Die Bischofsweihe empfing er am 13. September desselben Jahres von Kurienkardinal Peter Turkson. Mitkonsekratoren waren der Apostolische Nuntius in Ghana, Erzbischof Jean-Marie Speich, und der Erzbischof von Cape Coast, Matthias Kobena Nketsiah.
Am 2. Januar 2019 ernannte ihn Papst Franziskus zum Erzbischof von Accra. Die Amtseinführung erfolgte am 1. März desselben Jahres.